# العلاقات الكويتية التايوانية
العلاقات الكويتية التايوانية، هي العلاقات الخارجية بين الكويت وتايوان. يربط البلدين علاقات دبلوماسية وتجارية رسمية. وصف الممثل التجاري لتايوان في 2013 العلاقات التجارية مع الكويت بالقوية جداً، خصوصا أن تايوان تستورد كمية كبيرة من النفط الخام الكويتي، فيما تصدر إلى الكويت الأجهزة الكهربائية والالكترونية.